# Good Doctor
Good Doctor (hangul: 굿 닥터; rr: Gut Dakteo) é uma série de televisão sul-coreana exibida pela KBS2 de 5 de agosto a 8 de outubro de 2013, de segundas e terças-feiras às 21:55 com o total de vinte episódios. É estrelada por Joo Won, Moon Chae-won, Joo Sang-wook, Kim Min-seo, Chun Ho-jin e Kwak Do-won. Seu enredo refere-se aos desafios enfrentados por um cirurgião pediátrico com autismo. O título inicial da produção chamou-se Green Scalpel (hangul=그린 메스; rr= Geurin Meseu; lit. Bisturi Verde).

## Enredo
Park Shi-on (Joo Won) é um autista savantista, que foi enviado para um centro de atendimento especializado quando criança, onde foi descoberto que ele possuía uma memória em nível de gênio e habilidades especiais afiadas. Ele finalmente entra no campo da cirurgia pediátrica como residente, onde é dado seis meses para provar-se capaz. No entanto, devido à sua condição mental e emocional atípica, Shi-on enfrenta conflitos de seus colegas e pacientes, que o vêem como infantil e não confiável. O mais crítico é o célebre cirurgião Kim Do-han (Joo Sang-wook), que o rotula como um robô sem alma de médico, que só pode confiar pesadamente em sua memória fotográfica em vez de sentir o que o paciente precisa. Apesar da ajuda de colegas justos e compreensivos como Cha Yoon-seo (Moon Chae-won) e Han Jin-wook (Kim Young-kwang), o hospital é um mundo feroz e competitivo, e os desafios enfrentados por Shi-on só se tornam maiores quando ele se apaixona por Yoon-seo.

## Elenco

### Principal
- Joo Won como Park Shi-on[5][6][7]
  - Choi Ro-woon como Shi-on (criança)
- Moon Chae-won como Cha Yoon-seo[8][9][10]
- Joo Sang-wook como Kim Do-han[11][12][13]
- Kim Min-seo como Yoo Chae-kyung

### Recorrente
Funcionários do Hospital Universitário de Sungwon
- Chun Ho-jin como Choi Woo-seok, diretor do hospital
- Kwak Do-won como Kang Hyun-tae, vice-diretor do hospital
- Na Young-hee como Lee Yeo-won
- Jo Hee-bong como Go Choong-man, chefe do departamento de Cirurgia Pediátrica
- Lee Ki-yeol como Lee Hyuk-pil, diretor administrativo da fundação do hospital
- Jung Man-sik como Kim Jae-joon, chefe do departamento de cirurgia hepatobiliar-pancreática
- Kim Chang-wan como Presidente Jung

Departamento de Cirurgia Pediátrica
- Kim Young-kwang como Han Jin-wook

Um residente caloroso e amigável do quarto ano, que primeiro se aproxima do Park Shi-on quando é evitado pelos outros.
- Yoon Park como Woo Il-kyu, residente do segundo ano
- Yoon Bong-gil como Hong Gil-nam, residente do segundo ano
- Wang Ji-won como Kim Sun-joo, estagiário

Divisão de Enfermagem
- Ko Chang-seok como Jo Jung-mi, enfermeira sênior
- Jin Kyung como Nam Joo-yeon, enfermeira chefe
- Lee Ah-rin como Ga-kyung
- Ha Kyu-won como Hye-jin

Custódia infantil
- Kim Hyun-soo como Na In-hae
- Uhm Hyun-kyung como Na In-young
- Ahn Sung-hoon como Lee Woo-ram
- Yoo Je-gun como Park Ho-suk
- Lee Jang-kyung como Kim Ye-eun
- Oh Eun-chan como Cha Dong-jin
- Yoo Hae-jung como Eun-ok
- Jung Yun-seok como Lee Kyu-hyun

Outros
- Yoon Yoo-sun como Oh Kyung-joo, mãe de Shi-on
- Jung Ho-keun como Park Choon-sung, pai de Shi-on
- Seo Hyun-chul como Byung-soo
- Jeon Jun-hyeok como Park Yi-on, irmão mais velho de Shi-on
  - Ryu Deok-hwan como Yi-on (adulto) (participação, ep 10)
- Ban Min-Jung como a mãe de Kyu-hyun

### Participações especiais
- Kwak Ji-min como Lee Soo-jin (participação especial, ep 10-12)[14]
- Moon Hee-kyung como a Sra. Jang, a sogra de Soo-jin
- Kim Sun-hwa como a tia de Eun-ok
- Seo Kang-joon como um dos rapazes que querem bater em Shi-on (ep 12)
- In Gyo-jin como marido de Soo-jin (participação, ep 12)
- Yoo Jae-myung como o assassino (ep 15)
- Kim Young-hee como pessoal do restaurante da família (ep 17)
- Gong Jung-hwan como professor do Departamento de Neurocirurgia (ep 17)
- Parque Ki-woong como Woong-ki (participação, ep 20)[15][16]

## Recepção
Good Doctor realizou uma estreia forte no gráfico de audiências da televisão sul-coreana, onde se manteve em número um durante a maior parte do tempo de sua exibição, conquistando uma audiência média de 17,4% (TNmS) e 18,0% (AGB Nielsen).
Na tabela abaixo, os números azuis representam as audiências mais baixas e os números vermelhos representam as audiências mais elevadas.
| Episódio | Data de transmissão    | Audiência média | Audiência média              | Audiência média | Audiência média              |
| Episódio | Data de transmissão    | TNmS Ratings    | TNmS Ratings                 | AGB Nielsen     | AGB Nielsen                  |
| Episódio | Data de transmissão    | Em todo o país  | Região Metropolitana de Seul | Em todo o país  | Região Metropolitana de Seul |
| -------- | ---------------------- | --------------- | ---------------------------- | --------------- | ---------------------------- |
| 1        | 5 de agosto de 2013    | 10.5%           | 10.3%                        | 10.9%           | 11.6%                        |
| 2        | 6 de agosto de 2013    | 13.6%           | 14.6%                        | 14.0%           | 15.1%                        |
| 3        | 12 de agosto de 2013   | 13.8%           | 14.6%                        | 15.3%           | 16.2%                        |
| 4        | 13 de agosto de 2013   | 15.9%           | 16.9%                        | 15.8%           | 15.8%                        |
| 5        | 19 de agosto de 2013   | 16.5%           | 17.6%                        | 18.0%           | 18.5%                        |
| 6        | 20 de agosto de 2013   | 18.4%           | 20.4%                        | 19.0%           | 20.0%                        |
| 7        | 26 de agosto de 2013   | 17.2%           | 18.1%                        | 17.4%           | 18.2%                        |
| 8        | 27 de agosto de 2013   | 17.5%           | 19.0%                        | 18.4%           | 18.5%                        |
| 9        | 2 de setembro de 2013  | 17.0%           | 18.3%                        | 17.4%           | 17.4%                        |
| 10       | 3 de setembro de 2013  | 18.5%           | 20.5%                        | 18.4%           | 18.3%                        |
| 11       | 9 de setembro de 2013  | 18.3%           | 20.2%                        | 18.3%           | 18.7%                        |
| 12       | 10 de setembro de 2013 | 20.0%           | 22.2%                        | 19.4%           | 19.4%                        |
| 13       | 16 de setembro de 2013 | 17.5%           | 19.3%                        | 17.9%           | 18.4%                        |
| 14       | 17 de setembro de 2013 | 18.9%           | 20.3%                        | 18.6%           | 19.3%                        |
| 15       | 23 de setembro de 2013 | 18.5%           | 20.2%                        | 19.6%           | 20.3%                        |
| 16       | 24 de setembro de 2013 | 20.9%           | 22.7%                        | 21.5%           | 22.8%                        |
| 17       | 30 de setembro de 2013 | 18.0%           | 20.5%                        | 20.3%           | 21.1%                        |
| 18       | 1 de outubro de 2013   | 19.0%           | 21.4%                        | 20.6%           | 21.5%                        |
| 19       | 7 de outubro de 2013   | 17.6%           | 20.1%                        | 19.0%           | 20.0%                        |
| 20       | 8 de outubro de 2013   | 19.5%           | 22.4%                        | 19.2%           | 19.5%                        |
| Média    | Média                  | 17.4%           | 18.9%                        | 18.0%           | 18.5%                        |

## Prêmios e indicações
| Ano  | Prêmio                                   | Categoria                                                     | Destinatário                    | Resultado |
| ---- | ---------------------------------------- | ------------------------------------------------------------- | ------------------------------- | --------- |
| 2013 | Grimae Awards                            | Melhor Drama                                                  | Good Doctor                     | Venceu    |
| 2013 | Korean Culture and Entertainment Awards  | Prêmio Top Excelência, Atriz (TV)                             | Moon Chae-won                   | Indicado  |
| 2013 | Korea Drama Awards                       | Prêmio Top Excelência, Ator                                   | Joo Won                         | Indicado  |
| 2013 | Korea Drama Awards                       | Prêmio Top Excelência, Ator                                   | Joo Sang-wook                   | Indicado  |
| 2013 | Korea Drama Awards                       | Prêmio Top Excelência, Atriz                                  | Moon Chae-won                   | Indicado  |
| 2013 | Korea Drama Awards                       | Melhor Escritor                                               | Park Jae-bum                    | Venceu    |
| 2013 | Korea Drama Awards                       | Melhor Drama                                                  | Good Doctor                     | Indicado  |
| 2013 | APAN Star Awards                         | Prêmio de Excelência, Ator                                    | Joo Sang-wook                   | Indicado  |
| 2013 | APAN Star Awards                         | Prêmio de Excelência, Atriz                                   | Moon Chae-won                   | Indicado  |
| 2013 | APAN Star Awards                         | Prêmio Top Excelência, Ator                                   | Joo Won                         | Indicado  |
| 2013 | KBS Drama Awards                         | Prêmio de Mehor Casal                                         | Joo Won & Moon Chae-won         | Venceu    |
| 2013 | KBS Drama Awards                         | Prêmio do Internauta, Ator                                    | Joo Won                         | Venceu    |
| 2013 | KBS Drama Awards                         | Prêmio de Popularidade, Atriz                                 | Moon Chae-won                   | Venceu    |
| 2013 | KBS Drama Awards                         | Ator do Ano (selecionado por diretores)                       | Joo Won                         | Venceu    |
| 2013 | KBS Drama Awards                         | Mehor Ator Jovem                                              | Jung Yun-seok                   | Indicado  |
| 2013 | KBS Drama Awards                         | Melhor Atriz Jovem                                            | Kim Hyun-soo                    | Indicado  |
| 2013 | KBS Drama Awards                         | Mehor Ator Revelação                                          | Kim Young-kwang                 | Indicado  |
| 2013 | KBS Drama Awards                         | Melhor Ator Coadjuvante                                       | Jo Hee-bong                     | Indicado  |
| 2013 | KBS Drama Awards                         | Melhor Ator Coadjuvante                                       | Ko Chang-seok                   | Indicado  |
| 2013 | KBS Drama Awards                         | Melhor Atriz Coadjuvante                                      | Jin Kyung                       | Indicado  |
| 2013 | KBS Drama Awards                         | Melhor Atriz Coadjuvante                                      | Kim Min-seo                     | Indicado  |
| 2013 | KBS Drama Awards                         | Prêmio de Excelência, Ator em Drama de Comprimento Médio      | Joo Sang-wook                   | Venceu    |
| 2013 | KBS Drama Awards                         | Prêmio de Excelência, Ator em Drama de Comprimento Médio      | Joo Won                         | Indicado  |
| 2013 | KBS Drama Awards                         | Prêmio de Excelência, Atriz em Drama de Comprimento Médio     | Moon Chae-won                   | Venceu    |
| 2013 | KBS Drama Awards                         | Prêmio Top Excelência, Ator                                   | Joo Won                         | Venceu    |
| 2013 | KBS Drama Awards                         | Prêmio Top Excelência, Atriz                                  | Moon Chae-won                   | Indicado  |
| 2014 | Korea Producers & Directors' (PD) Awards | Melhor Artista                                                | Joo Won                         | Venceu    |
| 2014 | Korea Producers & Directors' (PD) Awards | Melhor Drama                                                  | Good Doctor                     | Venceu    |
| 2014 | Baeksang Arts Awards                     | Ator Mais Popular (TV)                                        | Joo Won                         | Indicado  |
| 2014 | Baeksang Arts Awards                     | Atriz Mais Popular (TV)                                       | Moon Chae-won                   | Indicado  |
| 2014 | Baeksang Arts Awards                     | Melhor Ator (TV)                                              | Joo Won                         | Indicado  |
| 2014 | Baeksang Arts Awards                     | Melhor Diretor (TV)                                           | Ki Min-soo                      | Indicado  |
| 2014 | Baeksang Arts Awards                     | Melhor Drama                                                  | Good Doctor                     | Venceu    |
| 2014 | Banff World Media Festival               | Melhor Drama em Série                                         | Good Doctor                     | Venceu    |
| 2014 | Korea Broadcasting Awards                | Melhor Drama                                                  | Good Doctor                     | Venceu    |
| 2014 | Seoul International Drama Awards         | Ator por Escolha Popular                                      | Joo Won                         | Indicado  |
| 2014 | Seoul International Drama Awards         | Atriz por Escolha Popular                                     | Moon Chae-won                   | Indicado  |
| 2014 | Seoul International Drama Awards         | OST de Drama Coreano de Destaque                              | I'm Loving You - 2BiC           | Indicado  |
| 2014 | Seoul International Drama Awards         | OST de Drama Coreano de Destaque                              | I'm Just Crying - Baek Ji-young | Indicado  |
| 2014 | Seoul International Drama Awards         | Ator Coreano de Destaque                                      | Joo Won                         | Indicado  |
| 2014 | Seoul International Drama Awards         | Atriz Coreana de Destaque                                     | Moon Chae-won                   | Indicado  |
| 2014 | Seoul International Drama Awards         | Drama Coreano de Destaque                                     | Good Doctor                     | Indicado  |
| 2014 | Seoul International Drama Awards         | Prêmio Pássaro de Prata para Melhor Minissérie (vice-campeão) | Good Doctor                     | Venceu    |

Em novembro de 2013, a Associação Coreana dos Institutos de Assistência Social para Deficientes deu à série uma placa de reconhecimento por criar consciência sobre o autismo e como indivíduos com dificuldades sociais podem contribuir para a sociedade. Em dezembro de 2013, Good Doctor também recebeu um prêmio da campanha de conscientização sobre deficiência e foi nomeado como um "bom programa" pela Comissão de Padrões de Comunicações da Coreia.

## Remake estadunidense
Um remake estadunidense de mesmo nome, produzido por Daniel Dae Kim, estreou no fim de setembro de 2017 na emissora ABC. A história de um cirurgião com autismo é ambientada em San José, Califórnia, durante o outono de 2017.

## Remake japonês
Em 26 de maio de 2018, a Fuji TV anunciou pela primeira vez que faria uma adaptação de Good Doctor com Kento Yamazaki no papel principal. Mais tarde, outros membros do elenco de apoio como Juri Ueno e
Naohito Fujiki, foram anunciados. A série estreou em 12 de julho do mesmo ano e foi ao ar até 13 de setembro de 2018.